# Marcel Ruiz
Marcel Ruiz Pérez (Vecchia San Juan, 9 luglio 2003) è un attore portoricano.

## Biografia
Nato a Porto Rico, si trasferì a Los Angeles con la famiglia all'età di nove anni e dopo l'arrivo in California cominciò ad apparire in diversi spot televisivi e pubblicità.
Fece il suo debutto televisivo nel 2017 con la serie Snowfall e lo stesso anno cominciò ad interpretare Alex Alvarez nella serie Giorno per giorno, in cui ha continuato a recitare per oltre quaranta episodi fino al 2020. Il ruolo gli valse l'Imagen Award al migliore giovane attore nel 2017 e altre due candidature al premio nel 2018 e nel 2019. Nel 2019 ha fatto il suo debutto sul grande schermo con il film Atto di fede.

## Filmografia

### Cinema
- Atto di fede (Breakthrough), regia di Roxann Dawson (2019)

### Televisione
- Snowfall – serie TV,  2 episodi (2017)
- Giorno per giorno (One Day at a Time) – serie TV, 62 episodi (2017–2020)

## Doppiatori italiani
Nelle versioni in italiano delle opere in cui ha recitato, Marcel Ruiz è stato doppiato da:
- Mattia Fabiano in Giorno per giorno
- Giulio Bartolomei in Atto di fede